# Uvulaire vibrant
De uvulaire vibrant (ook wel keel-r of huig-r genoemd) is een medeklinker die in het Internationaal Fonetisch Alfabet wordt aangeduid met ʀ en in X-SAMPA met R\.

## Kenmerken
- De manier van articulatie is vibrant, wat inhoudt dat de klank wordt gevormd door trillingen tussen de articulator en het articulatiepunt.
- Het articulatiepunt is uvulaar, wat inhoudt dat de klank wordt gevormd met de achterkant van de tong tegen of bijna tegen de huig.
- Het type articulatie is stemhebbend, wat betekent dat de stembanden meetrillen bij het vormen van de klank.
- Het is een orale medeklinker, wat wil zeggen dat de lucht door de mond naar buiten stroomt.
- Het is een centrale medeklinker, wat wil zeggen dat de lucht over het midden van de tong stroomt, in plaats van langs de zijkanten.
- Het luchtstroommechanisme is pulmonisch-egressief, wat wil zeggen dat lucht uit de longen gestuwd wordt, in plaats van uit de glottis of de mond.

## Verspreiding in West-Europa

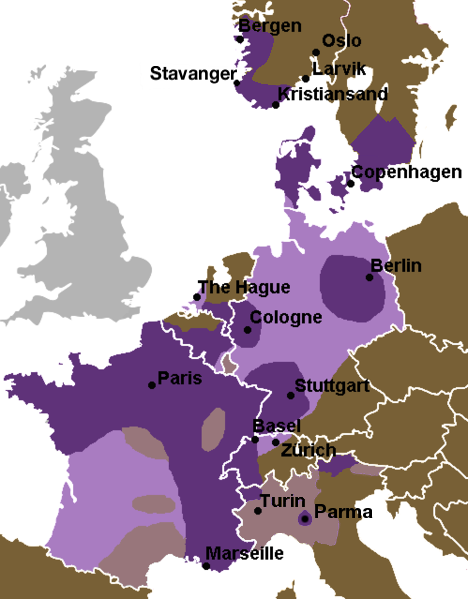
Verspreiding van de huig-r (e.g. /[ʁ ʀ χ]/) in Noord Europa.
niet gebruikelijk
soms in opgeleid spraakgebruik
gebruikelijk in opgeleid spraakgebruik
gebruikelijk

Deze pagina bevat fonetische informatie in het IPA, die in sommige browsers mogelijk niet correct wordt weergegeven.
Waar symbolen in paren voorkomen, vertegenwoordigt het rechter teken een stemhebbende medeklinker. Gearceerde gebieden bevatten medeklinkers die worden beschouwd als onuitspreekbaar.
Zie ook: IPA, Klinkers